# Монолингвизм
Моноглоттизм (греч. μννο Mon monos, «один, уединенный», + γλτττα glotta," язык, язык") или, чаще всего, монолингвизм или унилингвизм — это возможность говорить только на одном языке, в отличие от многоязычия. В другом контексте термин «унилингвизм» может относиться к языковой политике, которая навязывает официальный или национальный язык другим.
Быть одноязычным — это тоже, что и говорить о тексте, словаре или разговоре, написанном или ведущемся только на одном языке, и о сущности, в которой один язык либо используется, либо официально признается (в частности, при сравнении с двуязычными или многоязычными сущностями или в присутствии лиц, говорящих на разных языках). Обратите внимание, что моноглоттизм может относиться только к отсутствию способности говорить на нескольких языках. Число говорящих на нескольких языках превышает число говорящих на одном языке в мировом населении.
Сюзан Ромейн указала в своей книге 1995 года «двуязычие», что было бы странно найти книгу под названием «Монолингвизм». это утверждение отражает традиционное предположение, которое часто принимают лингвистические теории: что монолингвизм является нормой.Таким образом, Монолингвизм редко является предметом научных публикаций, поскольку он рассматривается как немаркированное или прототипическое понятие, где он имеет смысл быть нормальным, а многоязычие является исключением.
Предположение о нормативном монолингвизме также часто является точкой зрения монолингвов, говорящих на глобальном языке, таком как английский язык. Кристал (1987) сказал, что это предположение принято многими в западном обществе. Одно из объяснений дает Эдвардс, который в 2004 году утверждал, что свидетельства «одноязычного мышления» можно проследить в Европе 19-го века. Когда нация поднималась, и доминирующая группа имела контроль, то европейские представления о языке были перенесены в её колонии, ещё больше увековечивая одноязычное мышление.
Другое объяснение заключается в том, что страны, говорящие на английском языке, являются одновременно «производителями английского языка как глобального языка», а население этих стран, как правило, является одноязычным.

## Сравнение с многоязычием

### Объём словарного запаса и беглость речи
Согласно исследованию лексического доступа, монолингвы часто сохраняют более широкий словарный запас в целевом языке по сравнению с сопоставимым двуязычным языком, и это повышает эффективность поиска слов у монолингвов. Монолингвы также чаще обращаются к словам, чем билингвы в целевом языке.
В заданиях на беглость письма монолингвы в ходе исследования также могли ответить большее количество слов на букву cue, чем билингвы, но такого эффекта не наблюдалось у билингвов с высоким словарным счетом.
Кроме того, в исследовании по беглости речи монолингвы показали лучшие результаты, чем билингвы. Однако если бы лексические способности были более сопоставимы, многие различия исчезли бы. Это указывает на то, что размер словаря может быть фактором, который сдерживает работу человека в вербальной беглости и задачах по наименованию. Такое исследование также показало, что билингвы, в задаче беглости письма, которая предъявляла больше требований к исполнительному контролю, выполняли её лучше, чем монолингвы. Таким образом, как только словарные способности были взяты под контроль, билингвы лучше справлялись с возможностями беглости речи за счет усиленных лобных исполнительных процессов в головном мозге.
Общий объём словаря билингвов в обоих языках вместе взятых был эквивалентен объёму словаря монолингвов в одном языке. В то время как монолингвы могут преуспеть в размере словаря для одного языка, на котором они говорят, но их словарный запас не больше. Билингвы имеют словари меньше в каждом отдельном языке, но когда их словари были объединены, размер содержания был примерно таким же, как у одноязычных. Одноязычные дети демонстрировали более высокий уровень словарного запаса, чем их двуязычные сверстники, но показатели словарного запаса двуязычных детей все ещё увеличивались с возрастом, как и показатели словарного запаса одноязычных детей. Несмотря на различия в оценках словарного запаса, между одноязычными и двуязычными детьми не было абсолютно никакой разницы с точки зрения общего объёма словарного запаса и общего прироста словарного запаса. Двуязычные дети и одноязычные дети имеют одинаковый объём словарного запаса и получают одинаковые словарные знания.

### Творческое функционирование
В исследовании, тестирующем творческое функционирование, в котором участвовали одноязычные и двуязычные дети в Сингапуре, исследователи обнаружили, что монолингвы лучше справляются с беглостью и гибкостью, чем билингвы. Однако эта тенденция была обращена вспять в отношении тестов на оригинальность и детализацию.

### Психическое благополучие
В другом недавнем исследовании, проведенном в Канаде, было показано, что монолингвы были хуже в начале старческого возраста, чем билингвы. В исследовании было показано, что двуязычие ассоциируется с задержкой развития деменции на четыре года по сравнению с монолингвами. Самая последняя работа Белостока также показывает, что пожизненное двуязычие может задержать симптомы деменции.
Считается, что двуязычие способствует развитию когнитивного резерва, предотвращая последствия когнитивной задержки и продлевает начало таких заболеваний, как деменция. Когнитивный резерв относится к идее того, что участие в стимулировании физической или умственной активности поддерживает когнитивное функционирование (Белосток и др., 2012). В этом случае знание более чем одного языка подобно стимулированию умственной деятельности. Чтобы проверить, способствует ли двуязычие когнитивному резерву, Белосток и др. (2012) изучили больничные записи среди одноязычных и двуязычных взрослых, страдающих деменцией. Исследователи обнаружили, что пожилые двуязычные взрослые были диагностированы с деменцией примерно на три-четыре года позже, чем пожилые одноязычные взрослые. Полученные результаты были воспроизведены и подтверждены, при этом внешние факторы контролировались. На самом деле внешние факторы, такие как социально-экономический статус и культурные различия, всегда помогали монолингвам, делая аргумент о том, что двуязычие способствует когнитивному резерву ещё сильнее (Белосток и др., 2012). Это открытие усиливает тот факт, что билингвы имеют преимущество из-за своей способности говорить на двух языках, а не из-за внешних факторов. Вероятное объяснение этого феномена заключается в том, что знание нескольких языков сохраняет мозг бдительным и, следовательно, более сознательным в течение более длительного периода времени.

### Эмоции и поведение
Исследование, проведенное с детьми в раннем школьном возрасте, показало, что двуязычие имеет свои эмоциональные и поведенческие преимущества. в том же исследовании результаты показывают, что одноязычные дети, в частности неанглоязычные одноязычные дети, демонстрируют более плохие поведенческие и эмоциональные результаты в свои школьные годы. Неанглийские одноязычные дети имели самый высокий уровень экстернализации и интернализации поведенческих проблем к пятому классу(примерно в возрасте 10-11 лет), хотя все дети были измерены как имеющие одинаковый уровень интернализации и экстернализации поведенческих проблем в самом начале[требуется разъяснение]. Напротив, у свободно говорящих двуязычных и неанглоязычных доминирующих двуязычных детей был обнаружен самый низкий уровень этих поведенческих проблем. Авторы предполагают, что монолингвизм, по-видимому, является фактором риска. Тем не менее, если существует благоприятная школьная среда с учителями, которые имеют опыт работы в ESL (английский как второй язык), дети, по-видимому, имеют лучшую эмоциональную Конституцию.

### Производительность памяти
В исследовании, проведенном в Университете Флориды, в котором сравнивались носители английского языка-билингвы с английскими монолингвами, хотя не было никакой разницы в точности между этими двумя группами, была очевидна более медленная частота ответов от билингвов на задачи, которые включают латентность распознавания списка абстрактных слов и лексических задач решения. для этих двух задач более распространенными были языковые процессы и процессы, управляемые данными, то есть задачи управлялись доминирующим языком и данными (словами, используемыми в задаче). Это исследование отличалось от предыдущих исследований тем, что в нем существовало больше баланса при знакомстве с доминирующим языком. Гипотеза Magiste (1980) о том, что это могло быть связано с дифференциальным знакомством с доминирующим языком, считается возможной причиной билингвального недостатка.они объяснили, что для билингвов это может быть связано с тем, что приобретение и использование второго языка означает, что у них было меньше времени для обработки английского языка, по сравнению с одноязычными участниками исследования.
Однако данные одного исследования показывают, что билингвы имеют более быстрое время реакции в большинстве задач рабочей памяти. В то время как многие исследования утверждают, что одноязычные дети превосходят двуязычных детей, другие исследования утверждают обратное. Исследование Белостока и др. по данным Kapa and Colombo (2013, p. 233), двуязычные индивиды лучше справляются с широким спектром когнитивных тестов, демонстрируя тем самым преимущества когнитивного контроля. Для измерения контроля внимания используются две различные концепции: торможение внимания и контроль внимания. С точки зрения контроля внимания ранние двуязычные учащиеся показали наибольшее преимущество по сравнению с одноязычными и поздними двуязычными носителями языка. С точки зрения общей производительности на АТН, все три группы работали одинаково, но когда возрастные и вербальные переменные способности контролировались, наблюдалась разница во времени реакции. Ранние двуязычные дети реагировали значительно быстрее, чем одноязычные дети, и лишь немного быстрее, чем поздние двуязычные дети (Kapa & Colombo, 2013). Ранние двуязычные учащиеся показали, что они просто наиболее эффективно реагируют на поставленную задачу. Результаты этого исследования демонстрируют преимущества, которые двуязычные дети имеют при контроле внимания. Вероятно, это связано с тем, что двуязычные дети привыкли балансировать более чем на одном языке одновременно и поэтому привыкли сосредотачиваться на том, какой язык необходим в определённое время. Постоянно осознавая, какой язык следует использовать, и имея возможность успешно переключаться между языками, билингвальные дети могли бы лучше направлять и фокусировать свое внимание.

### Вербальное и невербальное когнитивное развитие
В исследовании 2012 года Йоркского университета в Торонто, опубликованном в журнале Child Development journal, рассматривались эффекты развития вербального и невербального языка ребёнка, сопоставимые между монолингвами и билингвами на определённом языке. Исследователи сравнили около 100 6-летних одноязычных и двуязычных детей (одноязычных на английском языке; двуязычных на английском и мандаринском языках, двуязычных на французском и английском языках, двуязычных на испанском и английском языках), чтобы проверить их вербальное и невербальное коммуникативное когнитивное развитие. В ходе исследования были учтены такие факторы, как сходство языка, культурное происхождение и опыт обучения. Эти студенты в основном являются выходцами из государственных школ различных районов, имеющих схожее социальное и экономическое происхождение.
Результаты показывают, что на ранней стадии развития ребёнка многоязычные дети сильно отличаются друг от друга в развитии своих языковых и когнитивных навыков, а также в сравнении с одноязычными детьми. По сравнению с монолингвами, многоязычные дети медленнее наращивают свой словарный запас на каждом языке. Однако их метаязыковое развитие позволило им лучше понять структуру языка. Они также показали лучшие результаты в невербальных контрольных тестах. Невербальный контрольный тест относится к способности сосредотачиваться, а затем отвлекать свое внимание, когда его инструктируют.

## Причины для настойчивости

### Принцип конвергенции
Согласно принципу конвергенции, языковой стиль имеет тенденцию меняться на стиль людей, которых любят и которыми восхищаются. Разговоры, в которых одна сторона говорит на языке, отличном от языка других лиц, трудно поддерживать и имеют пониженную близость. Таким образом, речь обычно адаптируется и приспособляется для удобства, отсутствия недопонимания и конфликта и поддержания интимности. В смешанных браках один партнер стремится стать одноязычным, что также обычно относится и к детям.

### Преобладание английского языка
Преобладание английского языка во многих секторах, таких как мировая торговля, технология и наука, способствовало тому, что англоязычные общества упорно остаются одноязычными, поскольку нет никакой существенной необходимости изучать второй язык, если все сделки могут быть сделаны на их родном языке; это особенно относится к англоговорящим в Соединенных Штатах, особенно в северной части и большей части южной части , где повседневный контакт с другими языками, такими как испанский и французский, обычно ограничен. Большая территория страны и удаленность наиболее густонаселенных регионов от крупных неанглоязычных территорий, таких как Мексика и Квебек, увеличивают географические и экономические барьеры для иностранных поездок. Тем не менее, требование, чтобы все школьники изучали иностранный язык в некоторых англоязычных странах и районах, в какой-то степени работает против этого. Хотя страна экономически взаимозависима с такими торговыми партнерами, как Китай, американские корпорации и сильно американизированные дочерние компании иностранных корпораций одновременно являются посредниками и контролируют контакты большинства граждан с продукцией большинства других стран. Есть такая популярная шутка: «как вы называете человека, который говорит на трех языках? Трехъязычный. Как вы называете человека, который говорит на двух языках? Два языка. Как вы называете человека, который говорит на одном языке? американец.»
Кроме того, усиливается давление на двуязычных иммигрантов с целью отказа от своего родного языка и принятия языка принимающей страны. В результате, несмотря на то, что здесь могут быть иммигранты из самых разных национальностей и культур, основной язык, на котором говорят в стране, не отражает их.[необходима цитата]

## Расходы
Сноу и Хакута пишут, что при анализе затрат и выгод выбор английского языка в качестве официального и национального часто сопряжен с дополнительными издержками для общества, поскольку альтернативный выбор многоязычия имеет свои собственные преимущества.

### Образование
Часть бюджета образования выделяется на обучение иностранным языкам, но свободное владение иностранным языком у студентов ниже, чем у тех, кто учил его дома.

### Экономика
Международному бизнесу может помешать нехватка людей, владеющих другими языками.

### Национальная безопасность
Деньги должны будут потрачены на обучение персонала иностранных служб иностранным языкам.

### Время и усилия
По сравнению с поддержанием языка, который изучается дома, требуется больше времени, усилий и тяжелой работы, чтобы выучить его в школе.

### Трудоустройство
Киркпатрик утверждает, что монолингвы находятся в невыгодном положении по сравнению с билингвами на международном рынке труда.

## В СМИ
Лоуренс Саммерс в статье, опубликованной в «Нью-Йорк Таймс», обсуждает, как подготовиться к будущему продвижению Америки. Он также поставил под сомнение важность и необходимость изучения иностранных языков. Лоуренс Саммерс отметил: « Появление английского языка в качестве глобального языка наряду с быстрым прогрессом в области машинного перевода и фрагментацией языков, на которых говорят во всем мире, делает менее очевидным то, что значительные инвестиции, необходимые для того, чтобы говорить на иностранном языке, являются универсально стоящими.»
Другие не согласились с мнением Саммерса. Неделю спустя газета «Нью-Йорк Таймс» провела дискуссию между шестью участниками, и все они говорили о преимуществах изучения иностранных языков.